# Logny-Bogny
Logny-Bogny é uma comuna francesa na região administrativa de Grande Leste, no departamento das Ardenas. Estende-se por uma área de 10,66 km². Em 2010 a comuna tinha 160 habitantes (densidade: 15 hab./km²).